# State of Origin 2019
Navigation
Édition précédente Édition suivante
Le State of Origin 2019 est la trente-huitième édition du State of Origin, qui se déroule du 5 juin au 10 juillet 2019 avec trois matchs à l'Optus Stadium de Perth, à l'ANZ Stadium de Sydney et au Suncorp Stadium de Brisbane. Avant cette série de State of Origin, le Queensland l'a remporté à vingt-et-une reprises et la Nouvelle-Galles du Sud à quatorze reprises. Pour la seconde fois de l'histoire, une rencontre se dispute en dehors de Sydney, Brisbane ou Melbourne avec la seconde rencontre à Perth.

## Déroulement de l'épreuve

### Première rencontre
(mt : 0 - 8)
Points marqués : 0-2, 0-8, 6-8, 8-8, 12-8, 18-8, 18-14
- Queensland : 3 essais d'Oates (53e), Gagai (67e, 71e) ; 2 transformations de Ponga (54e, 72e); 1 pénalité de Ponga (59e)
- Nouvelle-Galles du Sud : 2 essais de Morris (20e), Trbojevic (76e); 2 transformations de Cleary (21e, 76e); 1 pénalité de Cleary (13e); 1 carton jaune de Mitchell (58e)

Évolution du score : 0-2, 0-8, 6-8, 8-8, 12-8, 18-8, 18-14
Homme du match :  Dane Gagai
Arbitre : Ashley Klein et Gerard Sutton
Spectateurs : 52 191
Composition des équipes :
- Queensland : Kalyn Ponga - Corey Oates, Michael Morgan, Will Chambers, Dane Gagai - Cameron Munster, Daly Cherry-Evans (c) - Jai Arrow, Ben Hunt, Josh Papalii, Felise Kaufusi, Matt Gillett, Josh McGuire - Moses Mbye, Joe Ofahengaue, Dylan Napa, David Fifita - Entraîneur : Kevin Walters
- Nouvelle-Galles du Sud : James Tedesco - Nick Cotric, Latrell Mitchell, Josh Morris, Josh Addo-Carr - Cody Walker, Nathan Cleary - David Klemmer, Damien Cook, Paul Vaughan, Boyd Cordner (c), Tyson Frizell, Jake Trbojevic - Jack Wighton, Payne Haas, Cameron Murray, Angus Crichton - Entraîneur : Brad Fittler

### Deuxième rencontre
(mt : 18 - 6)
Points marqués :
- Nouvelle-Galles du Sud : 6 essais de T. Trbojevic (7e, 34e et 53e), Frizell (17e), Addo-Carr (57e et 73e); 5 transformations de Cleary (8e, 19e), Maloney (36e, 55e, 75e); 2 pénalités de Maloney (44e et 49e)
- Queensland : 3 essais de Chambers (13e) ; 1 transformation de Ponga (14e)

Évolution du score :  6-0, 6-6, 12-6, 18-6, 20-6, 22-6, 28-6, 32-6, 38-6
Homme du match :  Jake Trbojevic
Arbitre : Gerard Sutton et Ashley Klein
Spectateurs : 59 721
Composition des équipes :
- Queensland : Kalyn Ponga - Corey Oates, Michael Morgan, Will Chambers, Dane Gagai - Cameron Munster, Daly Cherry-Evans (c) - Dylan Napa, Ben Hunt, Josh Papalii, Felise Kaufusi, Matt Gillett, Josh McGuire - Moses Mbye, Jarrod Wallace, Tim Glasby, David Fifita - Entraîneur : Kevin Walters
- Nouvelle-Galles du Sud : James Tedesco - Blake Ferguson, Tom Trbojevic, Jack Wighton, Josh Addo-Carr - James Maloney, Nathan Cleary - Daniel Saifiti, Damien Cook, Jake Trbojevic, Boyd Cordner (c), Tyson Frizell, Dale Finucane - Paul Vaughan, Tariq Sims, Cameron Murray, Wade Graham - Entraîneur : Brad Fittler

### Troisième rencontre
(mt : 8 - 8)
Points marqués :
- Nouvelle-Galles du Sud : 4 essais de Vaughan (35e), Tedesco (52e et 80e), Cook (60e); 4 transformations de Maloney (36e, 53e, 61e, 80e); 1 pénalité de Maloney (6e)
- Queensland : 3 essais de Kaufusi (15e), McGuire (72e), Papalii (77e) ; 3 transformations de Lowe (17e, 72e, 78e); 1 pénalité de Lowe (29e)

Évolution du score : 
Homme du match :  James Tedesco
Arbitre : Gerard Sutton et Ashley Klein
Spectateurs : 82 565
Composition des équipes :
- Nouvelle-Galles du Sud : James Tedesco - Blake Ferguson, Tom Trbojevic, Jack Wighton, Josh Addo-Carr - James Maloney, Mitchell Pearce - Daniel Saifiti, Damien Cook, David Klemmer, Boyd Cordner (c), Tyson Frizell, Jake Trbojevic - Paul Vaughan, Dale Finucane, Cameron Murray, Wade Graham - Entraîneur : Brad Fittler
- Queensland : Cameron Munster - Corey Oates, Moses Mbye, Will Chambers, Dane Gagai - Corey Norman, Daly Cherry-Evans (c) - Joe Ofahengaue, Ben Hunt, Josh Papalii, Felise Kaufusi, Ethan Lowe, Josh McGuire - Michael Morgan, Christian Welch, Tim Glasby, David Fifita - Entraîneur : Kevin Walters

## Médias
Les droits télévisuels appartiennent à Channel Nine en Australie, Sky Sports en Nouvelle-Zélande, BeIN Sport en France, Premier Sport au Royaume-Uni, Fox Soccer aux États-Unis, Sportsnet World au Canada.